# Konvertoplán

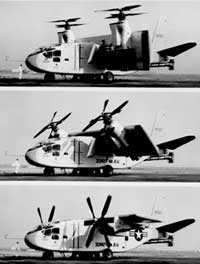
Hiller X-18 překlápí své nosné křídlo (koncepce „Tilt Wing“).

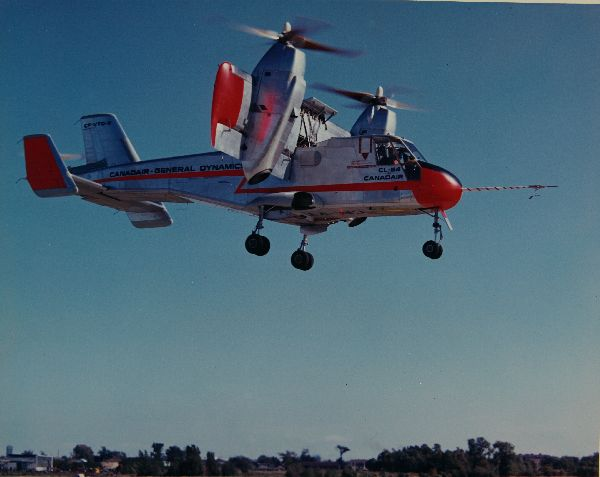
Canadair CL-84 (koncepce „Tilt Wing“).

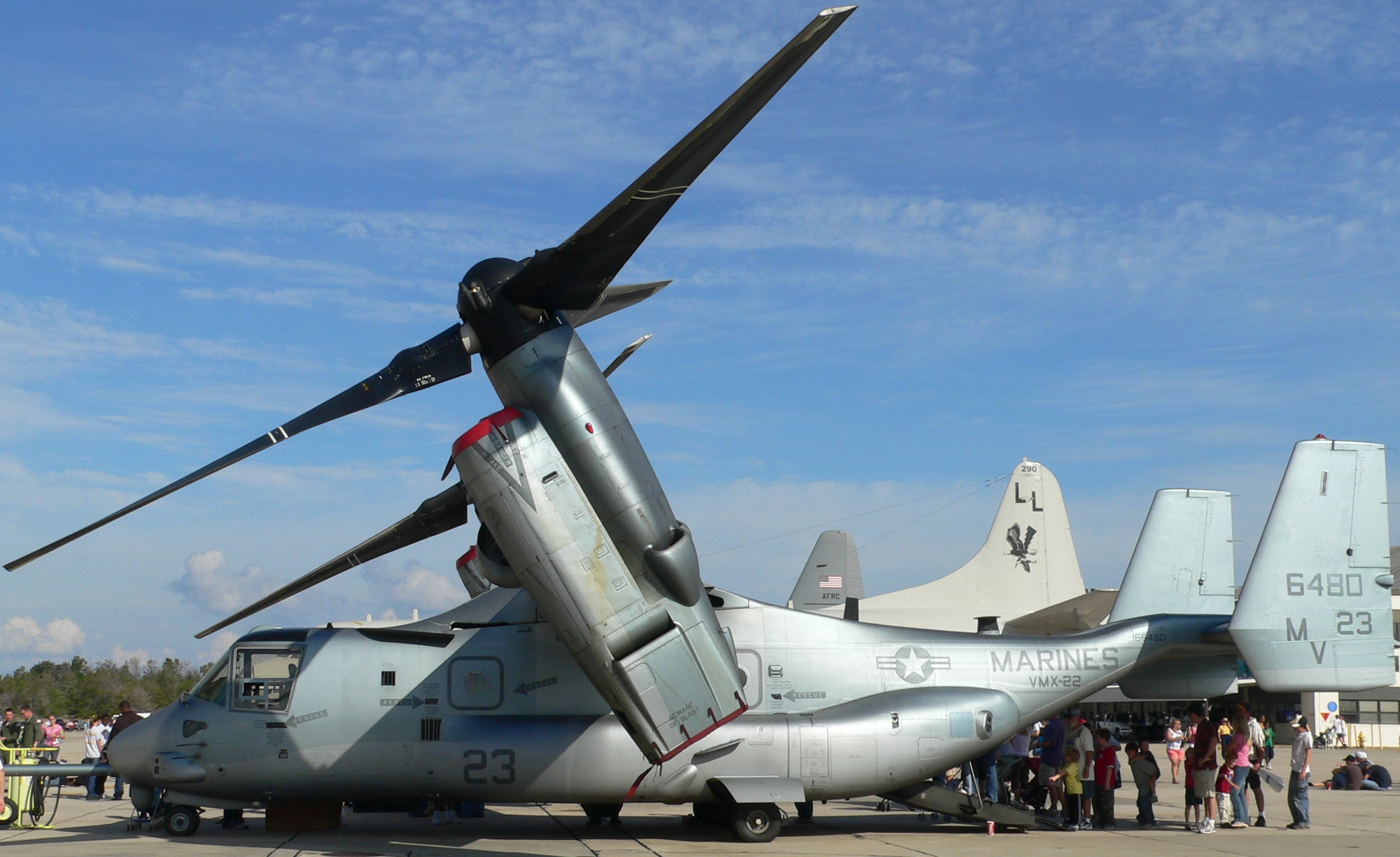
MV-22 Osprey s rotory v šikmé poloze (koncepce „Tilt Rotor“).

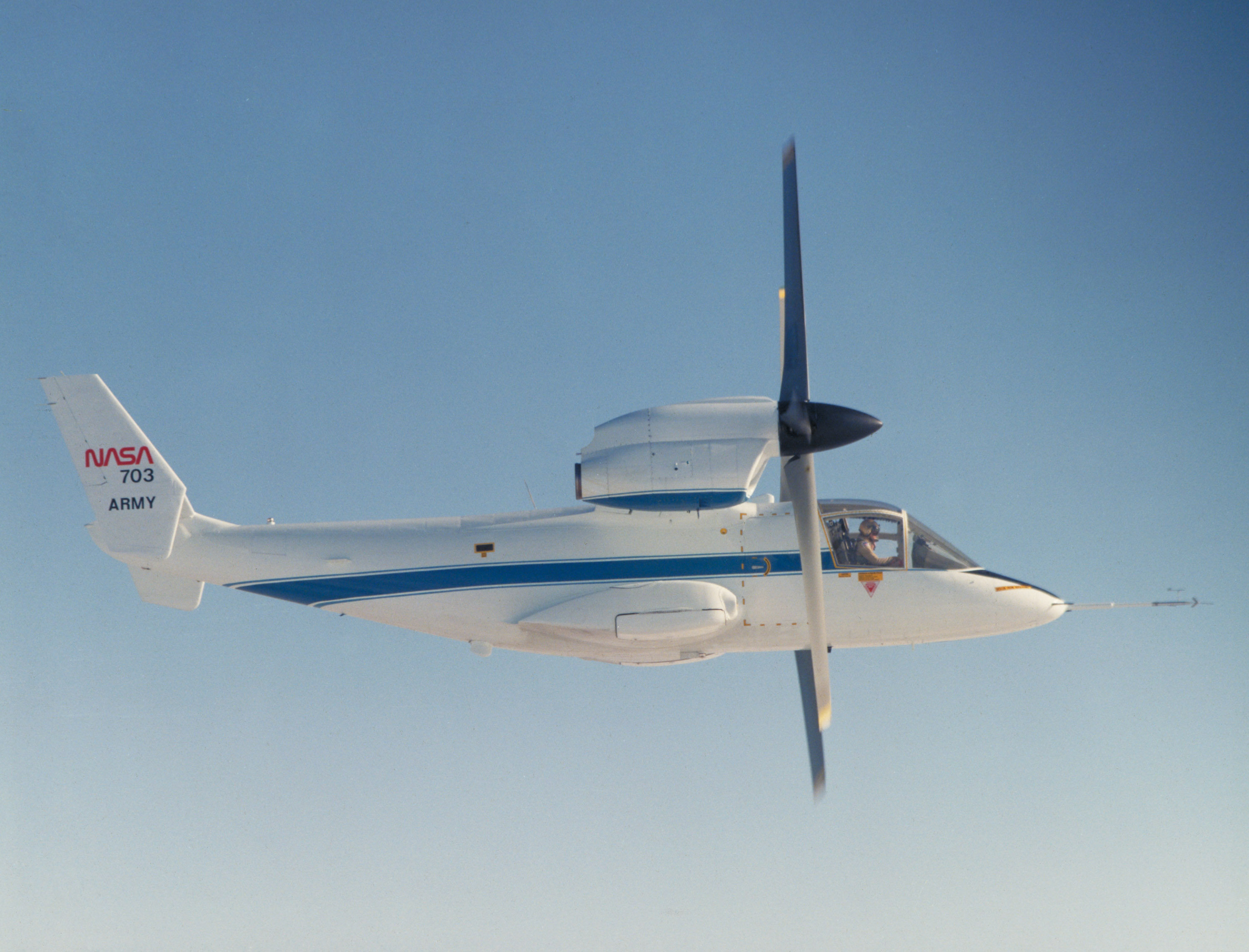
Bell XV-15 (koncepce „Tilt Rotor“).

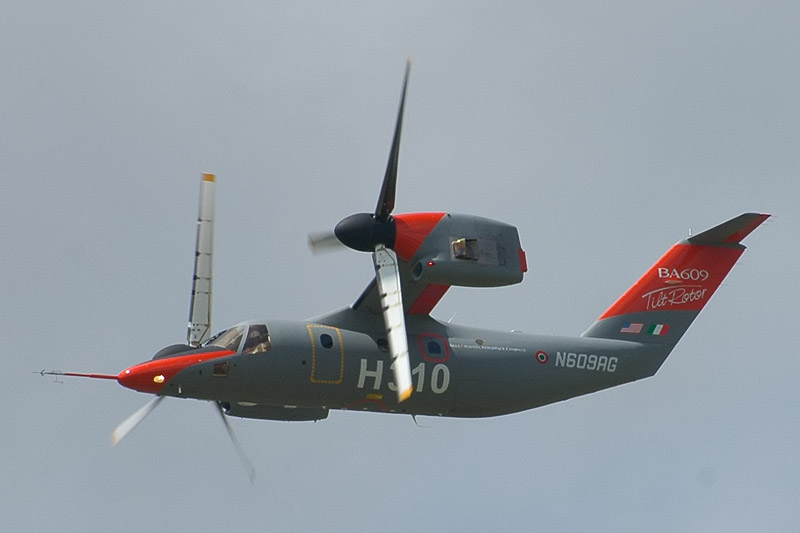
Bell/Agusta BA609 (koncepce „Tilt Rotor“).

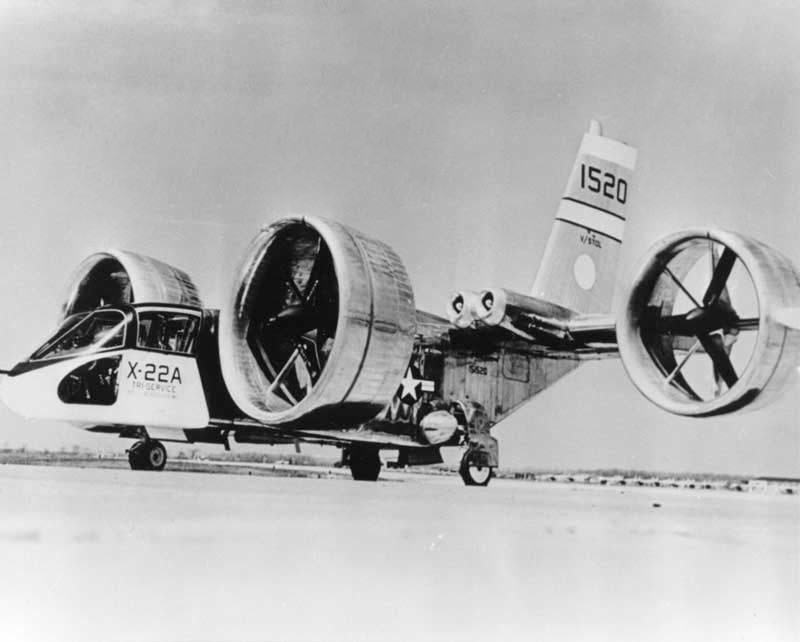
Bell X-22 (koncepce „Tilt Duct“).

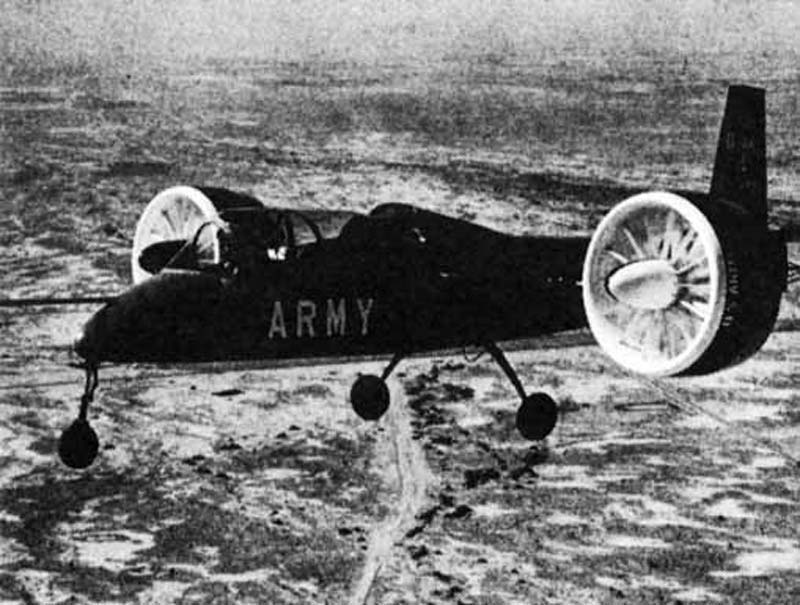
Doak VZ-4 (koncepce „Tilt Duct“).

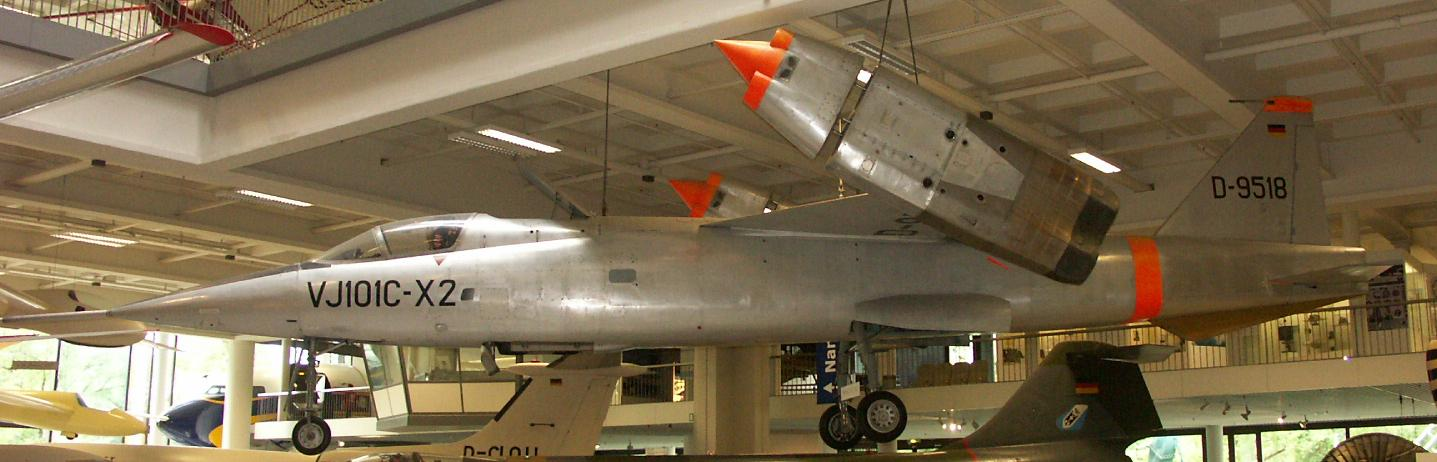
EWR VJ 101 s proudovými motory v šikmé poloze (koncepce „Tilt Jet“).

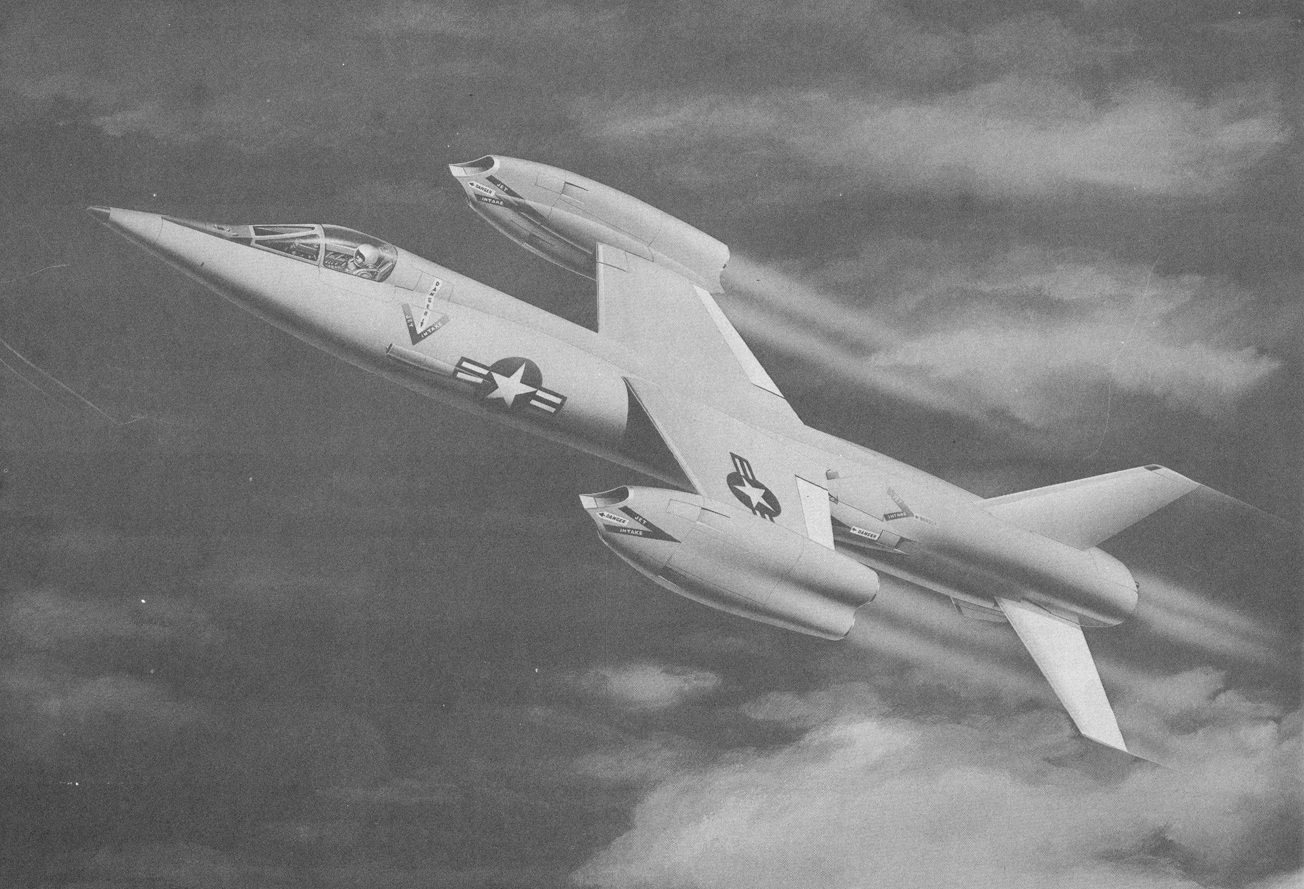
Projekt Bell XF-109 (koncepce „Tilt Jet“).

Konvertoplán je letadlo těžší vzduchu, které mění v průběhu letu metodu dosažení vztlaku a je schopno kolmého startu a přistání (VTOL). Nejběžnější koncepcí je pevné nosné křídlo zajišťující vztlak při horizontálním letu a překlopný rotor pro zajištění vztlaku při vzletu a přistání.
Vyřešit konstrukci letadla, které startuje a přistává jako helikoptéra a pak se změní v konvenční letadlo, nebylo snadné. Stroj přechází ze svislého vzletu postupně do pomalého letu a nakonec do rychlého. Tvar křídla pro rychlý a pro pomalý let se totiž výrazně liší (obdobně jako je rozdíl mezi rotorem vrtulníku a leteckou vrtulí).
Jeden z mála funkčních konvertoplánů, který je v současnosti v provozu, je americký vojenský typ Bell Boeing V-22 Osprey. V závěrečné fázi vývoje je malý civilní konvertoplán s překlopnými rotory Leonardo AW609 (dříve pod označením Bell/Agusta BA609).

## Koncepce

### Překlopné křídlo
Koncepce letadla s překlopným křídlem (anglicky „Tilt Wing“) má otočné nosné křídlo s pevně uchyceným rotorem (resp. více rotory), které při dopředném letu vytváří vztlak. Po vzletu se pro dopředný let překlopí celé nosné křídlo i s namontovanými rotory. Lze sem zařadit stroje Vertol VZ-2, Hiller X-18, LTV XC-142 nebo typ Canadair CL-84 s výbornými letovými vlastnostmi.

### Překlopný rotor
Letadlo s překlopnými rotory (anglicky „Tilt Rotor“) nebo vrtulemi (méně často „Tilt Prop“) má nosné křídlo jako součást draku, na němž jsou instalovány překlopné rotory, které při vzletu vytváří vztlak. Po vzletu se pro dopředný let překlopí pouze rotory a pevné nosné křídlo následně vytváří potřebný vztlak. Spadá sem vojenský typ Bell Boeing V-22 Osprey, civilní Leonardo AW609, experimentální Bell XV-3, Bell XV-15, Curtiss-Wright X-19 a další.

### Překlopná zaplášťovaná vrtule
Letadlo s překlopnými zaplášťovanými vrtulemi (anglicky „Tilt Duct“) má dvě nebo více vrtulí obepnutých kovovým prstencem, které se překlápějí. Do této koncepce spadají např. americký experimentální konvertoplán Bell X-22 nebo francouzský pokusný Nord 500 Cadet.
Americký experimentální typ Doak VZ-4 měl také na koncích křídel vrtule umístěné v kovových prstencích. Tyto dvě vrtule byly poháněny jedním turbohřídelovým motorem umístěným v trupu za pilotní kabinou. Výfukové plyny byly odváděny potrubím do zadní části, kde byly vyfukovány ven (řízeně pomocí klapek, toho se využívalo v režimu visu a při přechodu z vertikálního do horizontálního letu a naopak).

### Překlopný proudový motor
Letadlo s překlopnými proudovými motory (anglicky „Tilt Jet“) je obdobnou koncepcí jako dvě výše uvedené. Místo rotorů nebo zaplášťovaných vrtulí využívá pro kolmý vzlet, přistání a horizontální let překlopné proudové motory. Do této kategorie náleží německý pokusný typ EWR VJ 101 nebo americké projekty Bell Model 65 a Bell XF-109.

### Jiné koncepce
Jinou koncepcí je např. sovětský konvertoplán Kamov Ka-22, někdy nesprávně označovaný jako vrtulník. Jeho pohon zajišťovaly turbohřídelové motory umístěné v koncových gondolách nosného křídla (na každém konci křídla dvojice motorů). Během vzletu, přistání a v režimu visení motory roztáčely dvojici protiběžných rotorů o průměru 22,5 m instalovaných nad nimi. Při horizontálním letu pak poháněly dvojici tažných vrtulí vepředu gondol, které měly průměr 5,7 m. Rotory v této fázi letu byly v režimu autorotace, čímž odlehčovaly nosnému křídlu. Ka-22 uskutečnil svůj první let v roce 1959, byl tak prvním sovětským konvertoplánem. Utvořil rovněž řadu světových rekordů v této kategorii letadel.

## Seznam konvertoplánů
S překlopnými křídly:
- Canadair CL-84
- Hiller X-18
- Kaman K-16
- LTV XC-142
- Vertol VZ-2

S překlopnými rotory:
- Leonardo AW609
- Bell Eagle Eye – americký bezpilotní konvertoplán
- Bell XV-3
- Bell XV-15
- Bell Boeing Quad TiltRotor
- Bell Boeing V-22 Osprey
- Curtiss-Wright X-19
- Focke-Achgelis Fa 269 – nerealizovaný německý projekt z doby druhé světové války
- Mil Mi-30 – nerealizovaný sovětský projekt [12]

S překlopnými zaplášťovanými vrtulemi
- Bell X-22
- Doak VZ-4
- Nord 500 Cadet

S překlopnými proudovými motory:
- Bell Model 65
- Bell XF-109
- EWR VJ 101

Jiné koncepce
- Kamov Ka-22 – sovětský transportní konvertoplán
- Kamov Ka-34 – nerealizovaný sovětský projekt
- Kamov Ka-35 – nerealizovaný sovětský projekt